# Legge 19 giugno 1913, n. 640
La legge 19 giugno 1913 n° 640, conosciuta anche come legge Giolitti sul suffragio popolare amministrativo, fu il provvedimento normativo che introdusse il suffragio quasi universale nelle elezioni comunali e provinciali nel Regno d'Italia.

## Normativa
La legge di Giovanni Giolitti che allargò il suffragio in ambito locale fu il naturale corollario di quella che aveva sortito lo stesso effetto in tema politico. Sebbene entrambe spacciate nella propaganda dell'epoca come leggi introducenti il suffragio universale, in realtà esse mantennero in essere una complicata classificazione censitaria che, seppur radicalmente più generosa di quella previgente, continuava ad escludere dal voto gli analfabeti, i nullatenenti e i disoccupati, oltre all'universalità delle donne e, ovviamente, i minorenni.
Caratteristica di questa legge, rispetto alle precedenti, fu il rimando generale, tramite il proprio articolo 13, alla legge politica: ciò comportò l'equiparazione dei due corpi elettorali, che da quel momento divennero uguali.
La legge introdusse anche innovazioni istituzionali, la più importante delle quali fu l'eliminazione dello storico meccanismo delle elezioni suppletive parziali sostituendolo con quello del rinnovo integrale dei consigli sul modello del Parlamento. A tal fine fu decretato per il 1914 la decadenza delle autorità locali in carica e l'indizione delle elezioni amministrative generali in tutta Italia. Il mandato dei consiglieri fu stabilito in un quadriennio, e a tale termine furono uniformate le funzioni esecutive, compreso il sindaco, gli assessori e la Deputazione Provinciale. Con un piccolo ritocco fu infine elevato a quota 30 il numero minimo dei componenti del Consiglio Provinciale.
Il sistema elettorale rimaneva invece invariato, anche se il rinnovo totale dei consigli dava ora nuovamente senso al vigente voto limitato crispino, permettendo una più ampia rappresentanza delle minoranze.

## Decreto del 1915
Anche in seguito a minuscole modifiche puramente procedurali apportate dalla legge 2 giugno 1914 n°456, avvalendosi della delega contenuta nella legge del 1913 il governo emanò poi il decreto legge 4 febbraio 1915 n°148, che coordinò le varie modifiche in un nuovo Testo Unico della legge comunale e provinciale.
Il cambiamento maggiore avvenne però dopo la Grande guerra e fu esterno al testo unico: quando la legge n°1985 del 16 dicembre 1918 estese l'elettorato politico a tutti gli ex combattenti anche minorenni, il succitato rimando della legge amministrativa provocò l'automatica ed implicita introduzione del suffragio pressoché universale anche per le elezioni comunali e provinciali.